# Aristide Gonsallo
 (janvier 2024).
Si vous disposez d'ouvrages ou d'articles de référence ou si vous connaissez des sites web de qualité traitant du thème abordé ici, merci de compléter l'article en donnant les références utiles à sa vérifiabilité et en les liant à la section « Notes et références ».
Aristide Gonsallo, né le 4 septembre 1966 à Cotonou au Bénin, ordonné prêtre le 27 décembre 1992 est un prélat catholique béninois. Il est actuellement le vice-président de la conférence épiscopale du Bénin ( CEB ). Il est aussi un écrivain, auteur de plusieurs ouvrages. 

## Biographie

### Formation et ministère sacerdotal
Prêtre pour l'archidiocèse de Parakou, le 27 décembre 1992, il enseigne au petit séminaire de Parakou de 1992 à 1997 avant de préparer un doctorat en théologie à l’Université catholique d’Angers. Enseignant au petit séminaire à Parakou avant d’être nommé curé de la paroisse Saint-Martin de Papané et aumônier diocésain chargé de la réorganisation du service de santé du diocèse.

### Evêque de diocèse de Porto-Novo
Il est nommé évêque le 24 octobre 2015 par Brian Udaigwe, nonce apostolique près le Bénin et le Togo lors d'une annonce à l’église Sacré-Cœur de Porto-Novo.
Il est nommé par le pape François en remplacement de René-Marie Ehuzu décédé le 17 octobre 2012.